# Максим Шаттам
Максим Шаттам (настоящие имя и фамилия Максим Ги Сильвен Друо) (фр. Maxime Chattam; 19 февраля 1976, Эрбле) — французский писатель, признанный мастер французского триллера.

## Биография
В детстве Шаттам часто бывал в США, особенно в Портланде (Орегон) — и этот город часто появляется в его романах. Шаттам учился в лицее Монтескье в Эрбле. В детстве и подростком хотел стать актёром, посещал театральные курсы Рене-Симон в Париже, снимался в рекламе и телешоу.
Учился в Парижском университете XIII-Нор. Сменил много профессий, был кассиром и ночным сторожем, актёром, продавцом в книжном магазине, одновременно изучая современную литературу.
В 1988 году некоторое время был в джунглях Таиланда. Вёл дневник, который и стал его первым писательским опытом. В 1990 он написал первые произведения, вдохновленные книгами Стивена Кинга. Позже пытался писать пьесы для театра, но вскоре оставил это занятие.
Получив жизненный опыт, занялся литературным творчеством. «Открыл» писательский талант в 2000 году его друг, знаменитый писатель Бернар Вербер.
Он написал роман «Пятое царство», а в конце 1999 года поступил на работу в супермаркет FNAC в отдел детективной литературы. Там у него завязались контакты с различными издательствами. Шаттам был великолепным продавцом и обратил на себя внимание. Через некоторое время он предложил представителям нескольких крупных издательств рукопись своего романа. Издательство «Мишель Лаффон» дало Шаттаму шанс и опубликовало его книгу «Душа зла». За ним в 2003 году последовал роман «Пятое царство» подписанный псевдонимом Максим Уильямс.
Первый опубликованный им в 2001 году роман «L'Âme du mal» имел большой успех во Франции. С тех пор почти все книги писателя несколько раз были в списках французских бестселлеров. Продажи его произведений составили около полмиллиона экземпляров. В 2008 г. Максим Шаттам вошёл в десятку самых продаваемых авторов Франции.
Романы Шаттама — это сочетание оригинального детективного сюжета и традиционных элементов кровавого триллера, плюс блестящее владение пером, умение прекрасно «подавать натуру» — описывать бытовые мелочи, атмосферу большого города, создавать запоминающихся персонажей, обладающих уникальными чертами внешности и характера. Шаттам — мастер деталей, и всё это делает его романы привлекательными не только для любителей жанра, но и для более широкой аудитории.
Став писателем, он получил образование в области криминалистики в Университете Сен-Дени.
Критики называют Максима Шаттама «золотым парнем» среди мастеров саспенса и «Французским Стивеном Кингом». Он относится к новому поколению французских авторов-детективщиков, которые пишут под большим влиянием англоязычной литературы.
Максим Шаттам — лауреат премии Sang d’Encre (с французского — Чернильная кровь) и литературной премии Fantastic’Arts на фестивале фантастического кино в Жерардмере.

## Избранные произведения на русском языке
- Левиахрон
- Трилогия зла:
  - Душа зла
  - Во тьме
  - Чёрная вдова
- Лабиринты хаоса
- Союз трёх
- Хищники
- Обещания тьмы
- Теория Гайи
- Кровь времени

Другие книги
- Le 5eme regne
- Carnages
- Malefices
- In tenebris